# Stretavka
Stretavka es un municipio del distrito de Michalovce en la región de Košice, Eslovaquia, con una población estimada a final del año 2024 de 157 habitantes.
Se encuentra ubicado al noreste de la región, en la cuenca hidrográfica del río Bodrog (afluente derecho del Tisza) y cerca de la frontera con la región de Prešov, Ucrania y Hungría.

## Demografía
| Año        | 1994 | 2004     | 2014    | 2024     |
| ---------- | ---- | -------- | ------- | -------- |
| Población  | 205  | 183      | 192     | 157      |
| Diferencia |      | −10,73 % | +4,91 % | −18,22 % |

| Año        | 2023 | 2024    |
| ---------- | ---- | ------- |
| Población  | 154  | 157     |
| Diferencia |      | +1,94 % |